# میلینیوم فالکون

سفینه میلینیوم فالکون

میلینیوم فالکون یا شاهین هزاره  (به انگلیسی:Millennium Falcon) یک فضاپیمای خیالی در فیلم جنگ ستارگان است. این سفینه توسط قاچاق و به وسیله هان سولو به همراه کمک خلبانش که یک ووکی (گونه ای از جانوران پشمالو در سیاره کاشیک) به نام چوباکا بود ، از سیاره کورلیان (یک سیاره صنعتی و قدرتمند در رشته خلبانی) وارد عرصه شده است. این یک فضاپیمای با دوام و طراحی شده توسط شرکت مهندسی کورلیان است.

## مالک
در طول جنگ ستارگان فالکون به دست افراد متعددی رسیده است.
- مالک میلینیوم فالکون لندو کالریسیان بوده که در قمار در برابر هان سولو باخت داد و فالکون را از دست داد.
- به دنبال حوادث فیلم امپراتوری ضربه می‌زند، شاهزاده لیا و چوباکا برای مدتی فالکون را در اختیار میگیرند. در اینجا فالکون توسط امپراتوری و بوبا فت ضبط مشود.
- پس از وقایع فیلم بازگشت جدای فالکون توسط یک فروشنده قراضه به نام آنکر پلات، به مدت ۳۰ سال در سیاره جاکو میماند تا اینکه در جنگ ستارگان: نیرو برمی‌خیزد ، فین و ری برای فرار از آن استفاده میکنند. این باعث میشود هان سولو پس از سی سال به سفینه اش دست یابد.
- پس از مرگ هان سولو توسط پسرش کایلو رن ، ری خلبانی و چوباکا کمک خلبانی فالکون را به عهده میگیرند.